# Timmins

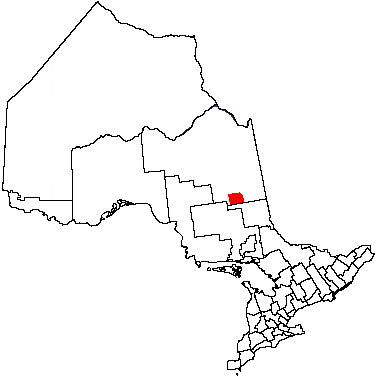
Timmins läge i Ontario

Timmins är en kanadensisk stad i centrala Ontario. Staden grundades 1912 och har 42 997 invånare (2006) på en yta av 2 961,58 km². Stadsgränsen omfattar de två tätorterna Timmins med 30 243 invånare (2006) på en yta av 16,69 km², och Porcupine med 7 031 invånare på 14,61 km². Det fanns ett museum för Shania Twain mellan 2001 och 2013 i Timmins.

## Kommunikationer
Timmins har en av norra Ontarios största flygplatser: Timmins flygplats.

## Kända personer från Timmins
- Bill Barilko, ishockeyspelare
- Shean Donovan, ishockeyspelare
- Kathy Kreiner, alpin skidåkare
- Bob Nevin, ishockeyspelare
- Myron Scholes, nationalekonom
- Allan Stanley, ishockeyspelare
- Steve Sullivan, ishockeyspelare
- Shania Twain, musiker
- Eric Vail, ishockeyspelare
- Mark Katic, ishockeyspelare